# Chrysometa itaimba
Chrysometa itaimba là một loài nhện trong họ Tetragnathidae.
Loài này thuộc chi Chrysometa. Chrysometa itaimba được Herbert W. Levi miêu tả năm 1986.